# Johann Joachim Kändler
Johann Joachim Kändler (Fischbach en Sajonia, 15 de junio de 1706-18 de mayo de 1775, Meißen) fue un escultor alemán, modelista de porcelana. 

## Biografía
Se casó con una hija del ceramista de la manufactura de Dresde, Peter Eggerbrecht. En esta ciudad, en 1723, fue discípulo del escultor Benjamín Thomare y alcanzó el título de maestro en escultura en 1730. En 1731, Augusto el Fuerte le envió a la factoría de porcelana de Meissen, como ayudante de Johann Gottlieb Kirchner, en el departamento de modelado. En 1733, le sustituyó y fue el maestro de la factoría hasta su muerte el 18 de mayo de 1775.
Kändler llenó dos periodos completos de la factoría, el periodo plastiche (1735-63) y el periodo academicista o Punktzeit (1764-74). Las marcas de estos periodos son dos espadas cruzadas incisas o estampadas en azul, a las que en el Punktzeit se añade un punto entre las guardas. En obras capitales aparece también la firma de K.
La obra de Kändler, se caracteriza por la perfección del modelado, la riqueza imaginativa, el realismo en trajes y adornos que contrastan con unas carnaciones apenas insinuadas. Fue también el introductor de las Deutsche Blumen, o decoración con flora europea, en sustitución de las Indianische Blumen o flora oriental.
Aunque trabajara sobre todo en las Kleinplastik, figurillas destinadas a adornar la mesa, realizó también obras monumentales como marcos de espejos y una consola para Luis XV. Son numerosas las figuras inspiradas en la Comedia del arte, paralelas, aunque no superiores, a la soberbia serie de 16 que, hacia 1760, creó Francesco Antonio Bustelli en Nymphenburg (Baviera). La famosa Vajilla del Cisne, para el conde de Brühl, se comenzó en 1737 y, en 1738 fue la que sirvió como regalo de bodas para María Amalia de Sajonia, decorada en verde y oro, con escenas de Watteau (v.). También modeló conjuntos alegóricos de las estaciones, grupos y figurillas con vestidos de paniers; series de máscaras como las Bergleute y pájaros exóticos inspirados en los que Augusto el Fuerte poseía en Moritzburg. En 1747 con motivo del viaje del rinoceronte Clara a la ciudad, lo tomó como modelo para hacer una figurilla. Sus grupos de personajes satíricos alcanzan una enorme expresividad, por ejemplo, la Affenkapelle, serie de músicos ininterrumpidamente copiada hasta nuestros días.

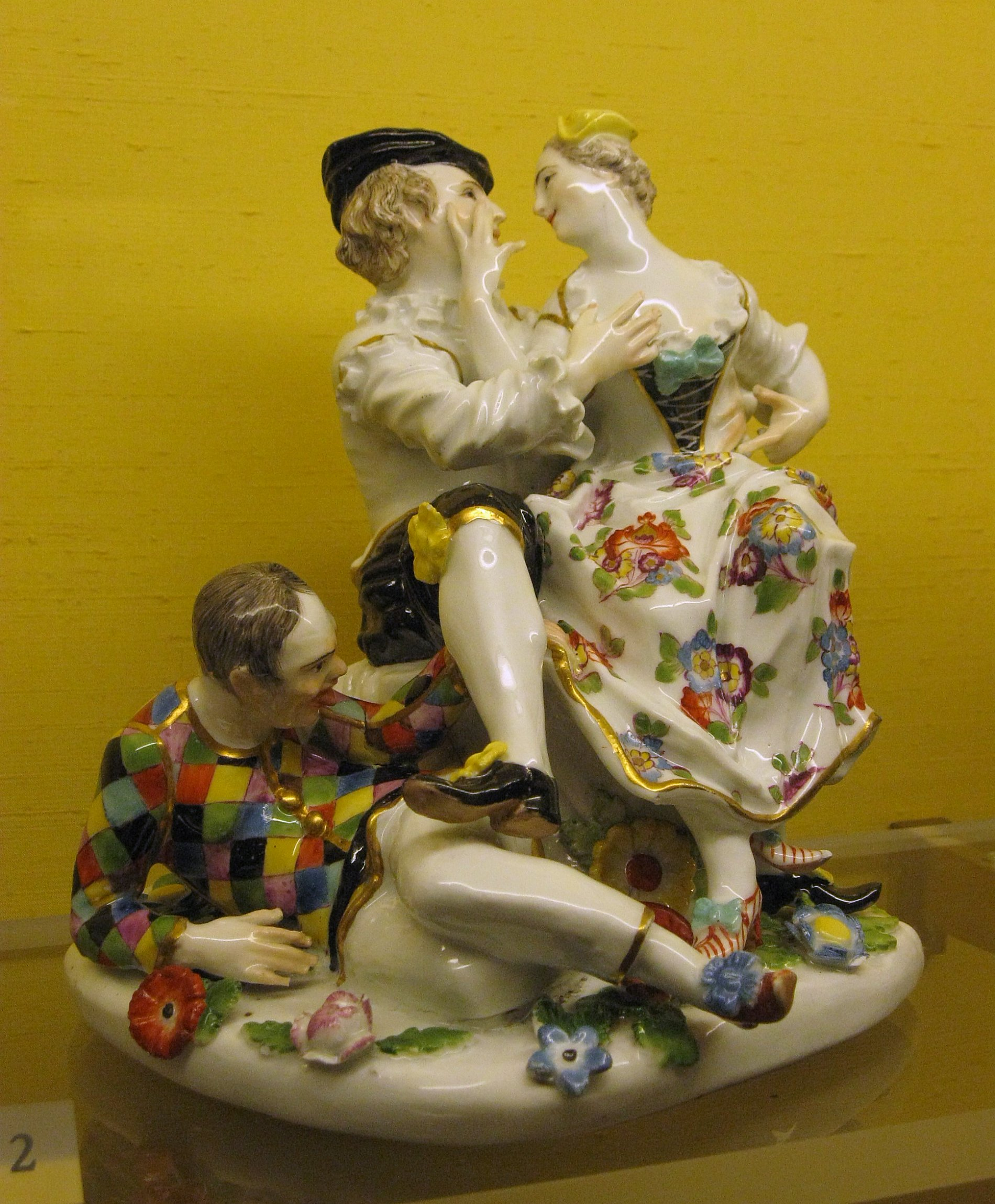
1740.
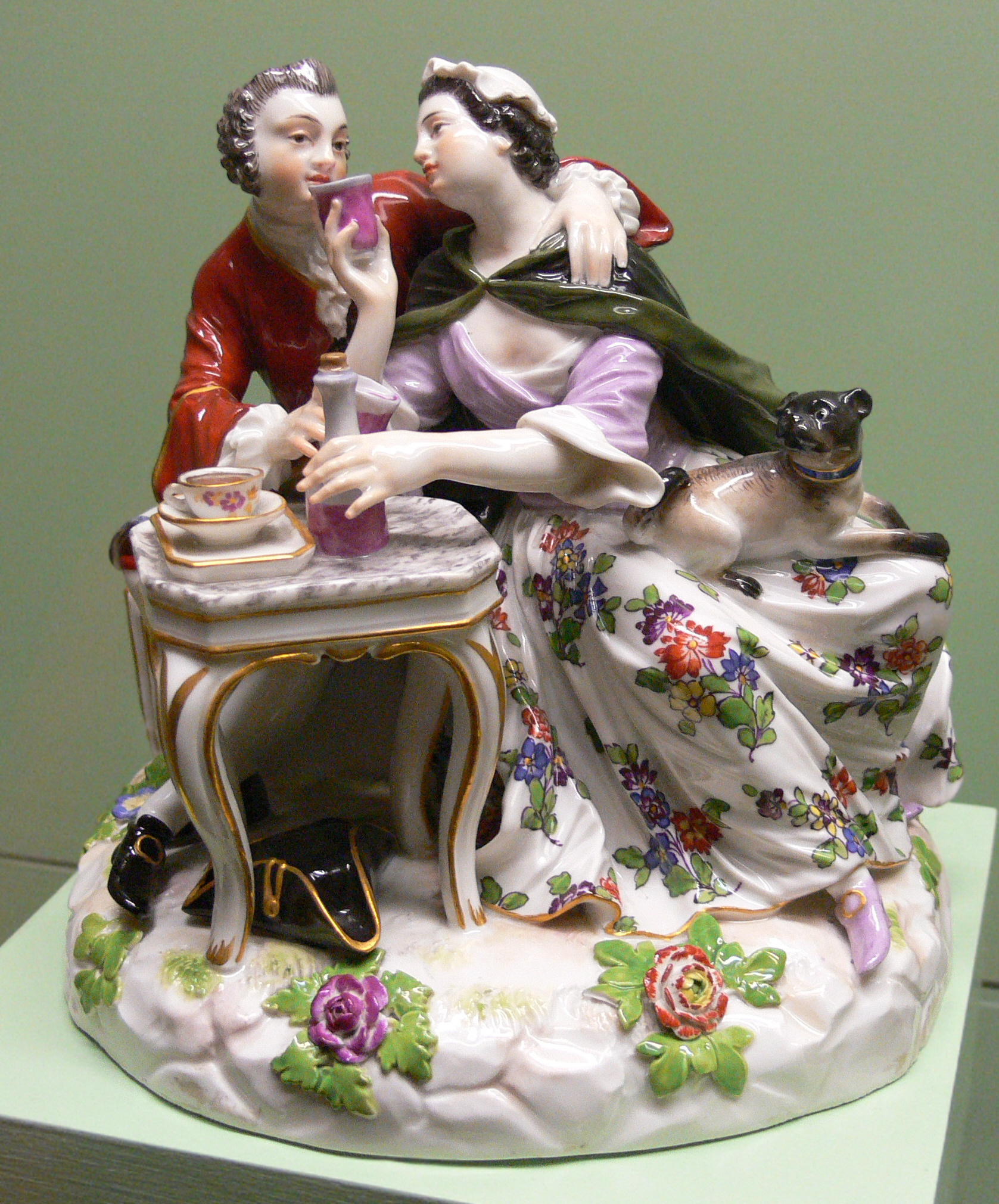
1744.
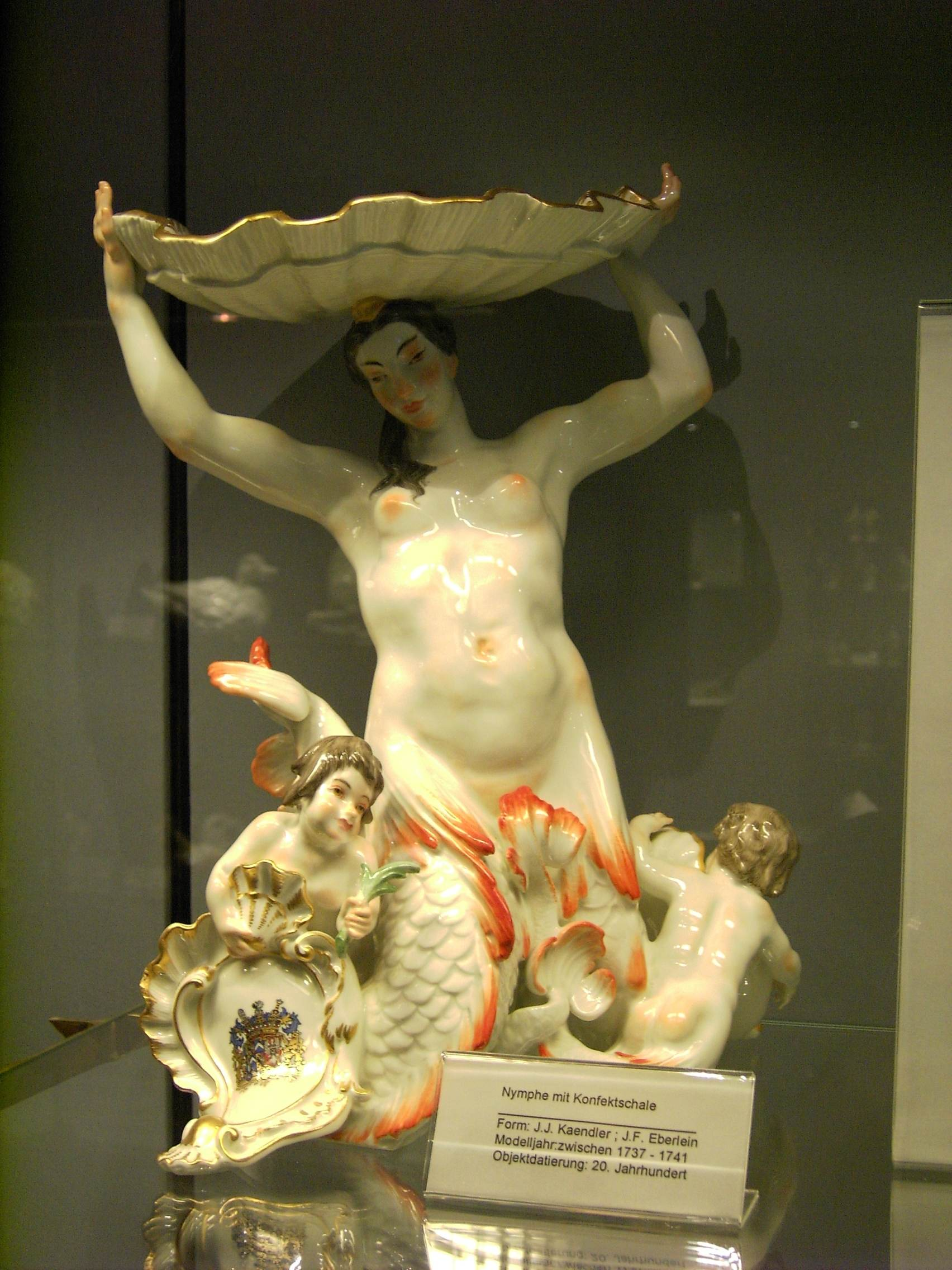
1737-1741.
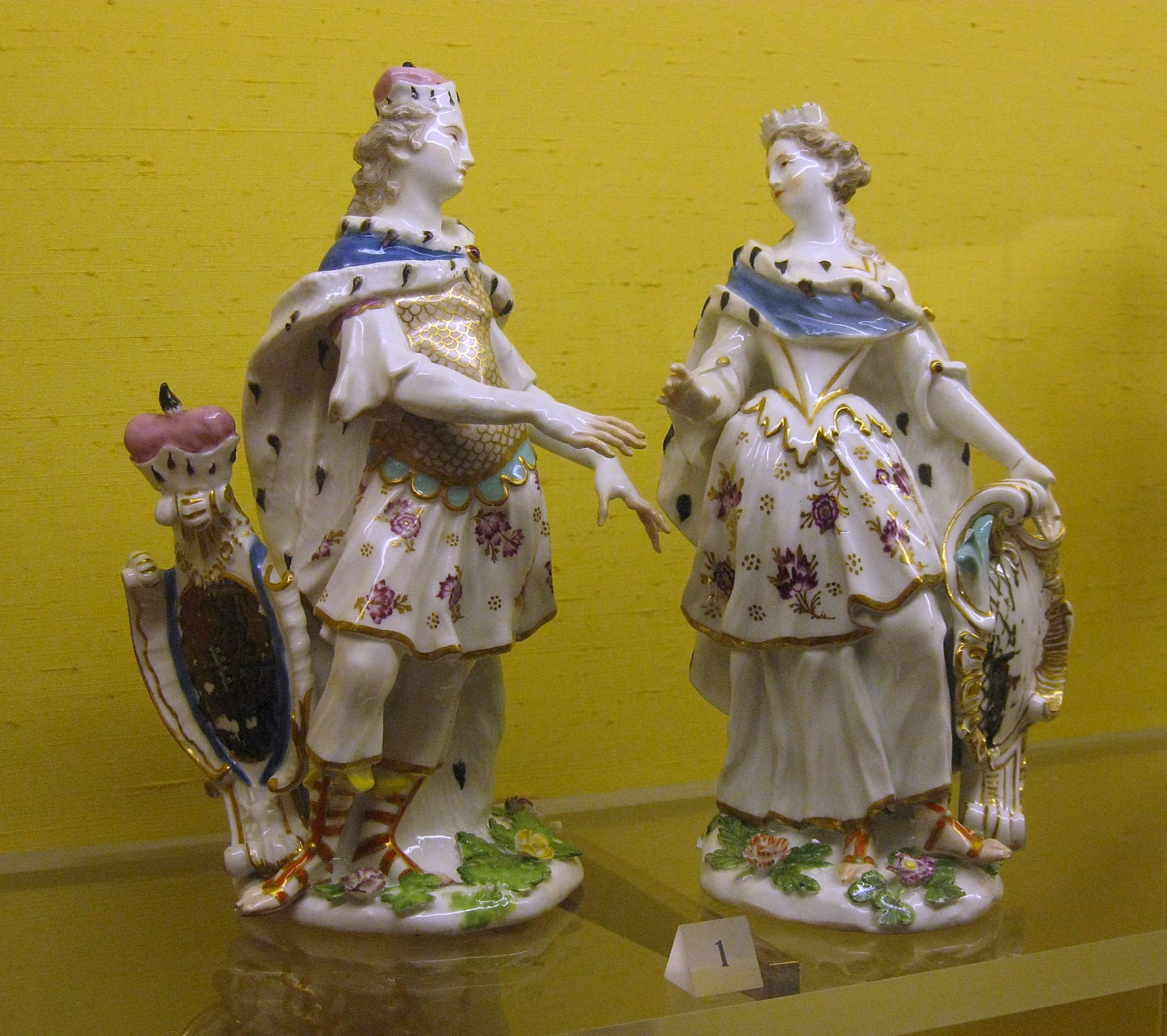
1747.

## Obras conservadas
De Kändler se conservan obras indudables como:
- La cabra en bizcocho del Victoria and Albert Museum (ca. 1732)
- piezas de la Vajilla del Cisne, en la Kunstsanrmlung de Viena (1737-41)
- piezas de la Vajilla de María Amalia de Sajonia, en el Museo Arqueológico Nacional de Madrid (1738-1741)
- Dama con manguito y Caballero del anteojo, en el Palacio Real de Madrid (ca. 1760)